# Distributeur rotatif

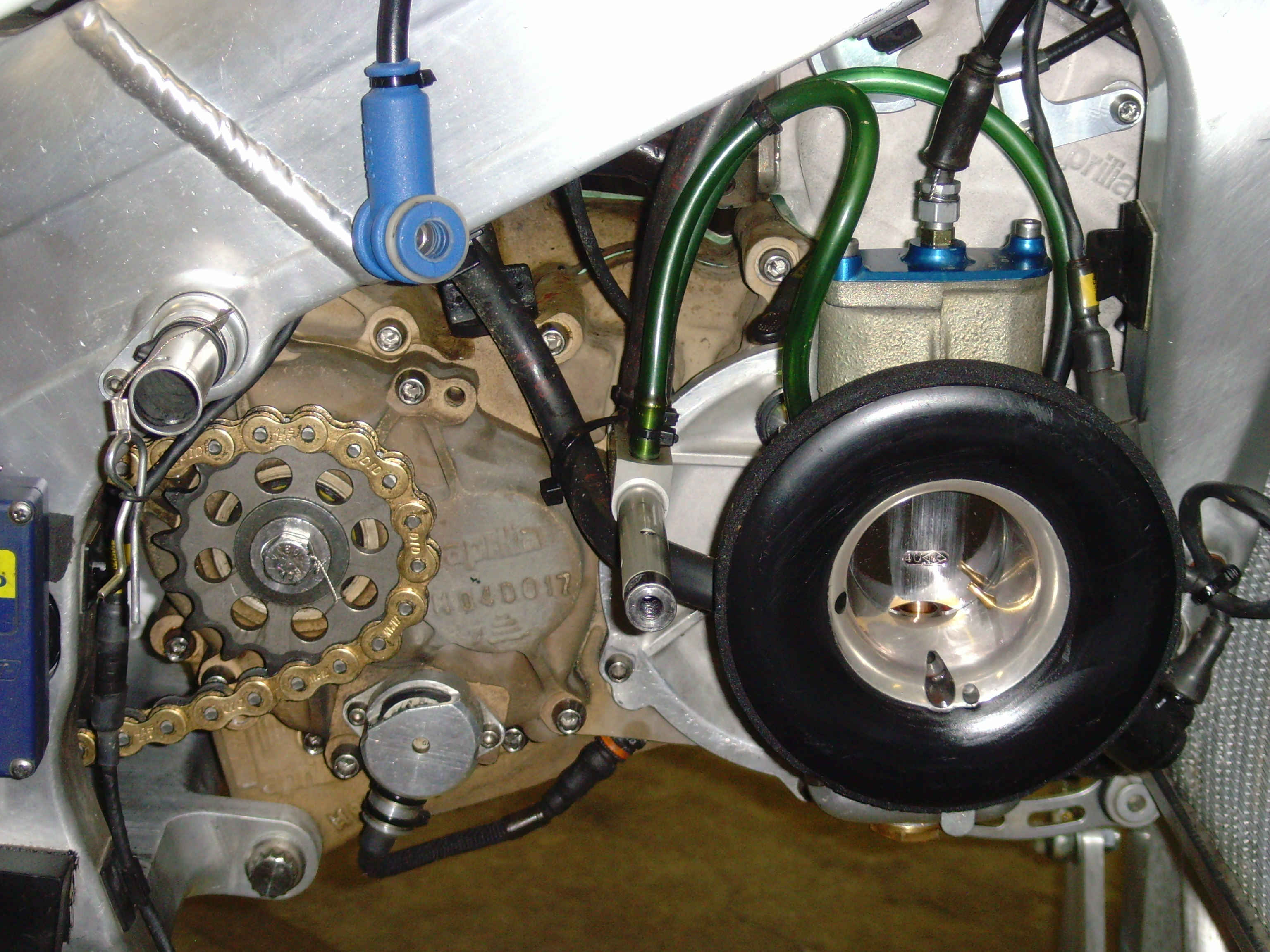
Moteur de compétition à distributeur rotatif transversal.

Sur un moteur thermique deux-temps, le distributeur rotatif est un système d'admission des gaz frais.

## Description et fonctionnement
Un distributeur rotatif est constitué d'un disque échancré mobile enfermé au sein d'un assemblage de carters.
Par son mouvement continu de rotation, le disque sert d'obturateur cyclique au conduit d'admission des gaz frais traversant les carters. Dans un but de simplification mécanique d'un système demandant une certaine précision de commande, l'ensemble est majoritairement placé transversalement. Son disque étant, alors, directement entrainé par une des soies du vilebrequin. Il existe cependant des distributeurs placés dans l'axe longitudinal du moteur dans des buts d’homogénéisation de la distribution des gaz et de l'huile de mélange, d'encombrement transversal des moteurs de moto. À remarquer également la possibilité de décaler les orifices de passage à l'aide d'un système centrifuge permettant ainsi de bénéficier de cycles d'admission variables.

## Intérêts du système
L'emploi d'un distributeur rotatif trouve sa raison d'être par l'absence totale d'entrave à la veine de gaz frais rendant ainsi ce système comme le plus performant en termes de remplissage du moteur à un régime donné.

## Comparatif
Comparativement au système à clapets, aux pertes de charge qu'il engendre et à l'étalement de puissance qu'il procure, le taux de remplissage (et donc la valeur de puissance) permis par un distributeur rotatif est supérieur mais sur une plage de rotation par minute moins étendue.

## Évolution
En 2020, dans la production de moteurs 2 temps destinés au grand public, le système d'admission rotatif a cédé le pas au système à clapets lamellaires y compris en compétition moto tout-terrain du fait de la plage de régime d'utilisation plus grande.
Historiquement, le distributeur rotatif a connu ses heures de gloire en compétition moto dans les années 1960 et 1970, notamment avec les célèbres MZ est-allemandes du service compétition dirigé par Walter Kaaden, puis avec certaines machines tchécoslovaques, espagnoles et japonaises.
Autour des années 2000, grâce notamment aux travaux de Jan Thiel, les 125 et 250 Derbi puis Aprilia de grand prix utilisaient avec efficacité et succès ce système. La puissance de ces moteurs (56 chevaux pour le 125 cm3 et le double pour le 250 cm3, soit 448 ch/litre) a donc permis à Derbi et Aprilia de remporter plusieurs titres de champion du monde dans une discipline de compétition vitesse extrêmement exigeante.